# Hindiya
Hindiya (auch Al-Hindiya geschrieben; arabisch الهندية) ist eine Stadt im Irak. Sie liegt am Euphrat im Gouvernement Kerbela, im Al-Hindiya Distrikt.

## Persönlichkeiten
- Nuri al-Maliki (* 1950), Politiker[2]